# Alice au pays des merveilles : À travers le miroir
Pour les articles homonymes, voir De l'autre côté du miroir (homonymie).
Alice au pays des merveilles : À travers le miroir (Alice Through the Looking Glass) est un téléfilm britannique de John Henderson diffusé en 1998.

## Synopsis
Alice, une jeune mère, lit une histoire à sa fille. 
À la suite de cela, la mère est transportée dans un monde parallèle, via le miroir de la chambre.

## Fiche technique
- Titre français : Alice au pays des merveilles : À travers le miroir
- Titre DVD : Alice à travers le miroir
- Titre original : Alice Through the Looking Glass
- Scénario : Nick Vivian, d'après le roman De l'autre côté du miroir, de Lewis Carroll
- Producteurs : Trevor Eve et Simon Johnson
- Coproducteur : Paul Frift
- Producteur exécutif : Guy Collins
- Musique : Dominik Scherrer
- Directeur de la photographie : John Ignatius
- Montage : David Yardley
- Distribution des rôles : Sarah Bird
- Création des décors : Anne Tilby
- Direction artistique : Amanda Bernstein
- Décorateur de plateau : Sally Black
- Création des costumes : Jemima Cotter
- Genre : Fantastique
- Durée : 83 minutes
- Pays :  Royaume-Uni
- Date de première diffusion :

 26 décembre 1998
- Date de sortie en vidéo :

 20 juillet 2010

## Distribution
- Kate Beckinsale (VF : Michèle Lituac) : Alice
- Ian Holm : le Chevalier Blanc
- Penelope Wilton (VF : Blanche Ravalec[2]) : la Reine Blanche
- Siân Phillips : la Reine Rouge
- Geoffrey Palmer : le Roi Blanc
- Steve Coogan (VF : Olivier Destrez[2]) : Gnat
- Gary Olsen : Tweedle-Dum
- Greg Wise : le Chevalier Rouge
- Desmond Barrit : Humpty Dumpty
- Ian Richardson : Wasp
- Michael Medwin : le Roi Rouge